# Nagoya-protokollen
Nagoya-protokollen til  Konvention om biologisk diversitet blev vedtaget på  konventionens deltagerlandes møde   i Nagoya i Japan den 29. oktober 2010. Den trådte i kraft den 12. oktober 2014, da 50 lande havde ratificeret protokollen. Nagoya-protokollen er langt hen af vejen en videreførelse af Konventionen om Biologisk Diversitet som trådte i kraft i 1993 og udmønter Biodiversitetskonventionens 3. formål om en rimelig og retfærdig deling af udbyttet ved anvendelse af klodens genetiske ressourcer.  

## Formål
Nagoya-protokollen gør i hovedtræk to ting: For det første reguleres tilgangen til biologiske ressourcer; for det andre reguleres fordelingen af gevinster knyttet til udnyttelsen af sådanne ressourcer. På et overordnet plan bedres retssikkerheden for både brugre og tilbydere af genetiske ressourcer. Den varetager ikke mindst urfolks og lokalsamfunds interesser i fattige lande. 
Protokollen fastslår at genetiske ressourcer er underlagt statens suverænitet, og sætter dermed visse begrænsninger for tilgangen til disse ressourcer. Det indebærer blandt andet at informeret samtykke eller godkendelse og involvering fra urfolket eller lokalsamfundet skal sikres ved tilgang til genetiske ressourcer. Videre fastslås det at fordele – også økonomiske – som opnås ved udnyttelse af genetiske ressourcer skal deles på retfærdig vis med urfolket eller lokalsamfundet. Fordelingen bør ske i henhold til en fælles aftale. Protokollen sikrer også at urfolks eller lokalsamfunds rettigheter kan håndhæves når kundskaben udnyttes i andre stater.

## Udmøntning
I EU er der vedtaget en forordning om Nagoya-protokollen. Forordningen trådte i kraft 12. oktober 2014. Omdrejningspunktet for EU forordningen er at sikre, at brugere af genetiske ressourcer i EU overholder kravet i Nagoya protokollen om at vise rettidig omhu.  I Danmark vedtog Folketinget den 23. december 2012 lov om udbyttedeling ved anvendelse af genetiske ressourcer, som ligedes trådte i kraft den 12. oktober 2014. Loven indeholder ikke krav om forudgående samtykke (PIC-aftale) til indsamling af danske genetiske ressourcer i Danmark.